# Mehrdad Minavand
Mehrdad Minavand Chal, född 30 november 1975 i Teheran, död 27 januari 2021 i Teheran, var en iransk fotbollsspelare.
Minavand gjorde 67 landskamper för Irans landslag. Han deltog i Irans samtliga tre matcher i VM 1998.
På klubblagsnivå representerade Minavand bland annat Persepolis, Sturm Graz och Charleroi.
Han avled 2021 i sviterna av covid-19.

## Meriter
Persepolis
- Iran Pro League: 1996, 1997, 2002

Sturm Graz
- Bundesliga: 1999
- ÖFB-Cup: 1999